# 下級生 MY PRETTY CLASS STUDENT
『下級生 MY PRETTY CLASS STUDENT』（かきゅうせい マイ・プリティ・クラス・スチューデント）は、1995年にピンクパイナップルが発売した15禁OVA（全4巻）、および同名のドラマCDである。
エルフのアダルトゲーム『同級生』を原作としたOVA『同級生 夏の終わりに』（1994年）の成功を受けて製作された学園物シリーズの1つ。受験を控えた高校3年生の主人公・七星かけると、春夏秋冬それぞれに出会う妹の友人達である4人の下級生との交流を描く。
後にエルフが発売したアダルトゲーム『下級生』や、これを原作としたOVA・テレビアニメなどのメディアミックス作品との関連は一切ない。

## 登場人物
七星 かける（ななほし かける）
声：三木眞一郎
主人公の高校3年生。当初はクラスメイトの中林ひろみに思いを寄せていたが、堂田と上手くいかなかったひろみにホテルに誘われても彼女の気持ちを思い抱くことは出来なかった。基本的には純情で正義感の強い性格。堂田とは対立している。最初は童貞でうららと初めてセックスをした際は膣内に挿入する前に射精してしまったり不慣れな状態だったが、その後うららと離れてからは夏合宿でリエと、文化祭ではひかりと、冬にはつぼみとセックスをしてそれぞれ処女の女の子たちをリードしていく側になった。但しいずれも避妊はしていない。
春日 うらら（かすが うらら）
声：かないみか
美香の友人の高校1年生。七星かけるを「お兄ちゃん」と慕う。処女。美香との繋がりでその兄であるかけるとも親しくなりやがて初めてのセックスに至る。童貞だったかけるの初めての相手だが、最初はうららが痛がって膣内への挿入が出来ず、そうしているうちにかけるが我慢できず射精してしまった。その後改めて結ばれるも留学してかけるの側を去ってしまう。
夏実 リエ（なつみ リエ）
声：今井由香
テニス部の高校1年生。当初は堂田に憧れていた。堂田と薄木のセックスを目撃してしまい、堂田への思いを捨てる為にその場にいたかけると砂浜で初体験に至る。
秋元 ひかり（あきもと ひかり）
声：矢島晶子
お嬢様で美術部の高校1年生。主人公と同じ「カケル」という名の犬を飼っている。おしとやかで慎ましい性格だが、その一方で自分の姉が自宅に恋人を連れ込んでセックスしている場面を目撃してから性的な興味を抑えられなくなり、自宅でヌードモデルをする相手としてかけるを誘う。デッサン中に気持ちが昂り、かけるに気持ちを告げ自分の自慰行為を見せてセックスをしてくれるように頼み、正常位で初体験をした。その後はソファーの上で後背位からかけるのペニスを挿入されるなどしてピストン運動を繰り返され強い快感の虜になって最後はかけるに膣内射精をされたと推定される。
冬木 つぼみ（ふゆき つぼみ）
声：本多知恵子
美香のトラブルを助けた美香の友人。不良と噂されるバイク乗りの高校1年生。言い寄ってきた堂田を拒否したところ逆恨みされ悪い噂を流されたが、それに激昂して殴り合いとなったかけるの姿に好意を抱く。その後つぼみから誘ったツーリング中に吹雪に遭い、避難した山小屋で行為に至った。
中林 ひろみ（なかばやし ひろみ）
声：西原久美子
七星かけるの同級生。堂田と付き合っていた。
七星 美香（ななほし みか）
声：岩男潤子
七星かけるの妹で高校1年生。春日うららの友人。かけると堂田の喧嘩をうろたえず仲裁した剛志の姿に好意を抱き、それまでもモーションを掛けられていたこともあり剛志の卒業時に恋人同士となる。
薄木 こなみ（うすき こなみ）
声：渡辺美佐
女子テニス部顧問教師。堂田と関係を持つ。
堂田 修一郎（どうだ しゅういちろう）
声：松本保典
七星かけると同級生で金持ちの息子のテニス部長。何かと対立しようとする。プレイボーイ。
南野 剛志（みなみの たけし）
声：高木渉
七星かけるの友人。学園内の美少女データを豊富にコレクション。美香に惚れている。
ゆかり
声：渡辺久美子
中林ひろみの友人で同級生。姓は不明。

## シリーズ一覧
1. Volume 1 - 1995年6月16日発売　特典・セル画風お着替えお遊びセット
2. Volume 2 - 1995年7月21日発売 特典・生写真風イラストカード、設定資料集
3. Volume 3 - 1995年9月22日発売　特典・セル画風イラストシート
4. Volume 4 ファイナル - 1995年11月22日発売　特典・イラストシート

## スタッフ
- 脚本：山本悠
- キャラクターデザイン・作画監督：高橋勇治
- 演出：吉田ひろし、小川浩
- 監修・監督：ふくもとかん
- アニメーション制作：アームス[2]

## 主題歌
エンディングテーマ「あの頃…」
作詞・作曲：大和朗 / 編曲：蓮川美治 / 歌：秋間香織

## ドラマCD
『夏祭り 君がいるから…』（1995年8月25日発売）
1. 明日へ Follow Wind（かないみか）
2. 夏色のアルバム（かないみか）
3. あの頃…（秋間香織）

## CD-ROM
『ピンクパイナップルメモリーズVOL.1 下級生』（1996年発売）
抜粋されたシーンのムービーと設定資料を収録
設定資料はLD特典と同様に三話の部分が欠落している

## DVD
『下級生 MY PETTY CLASS STUDENT ゴールドディスク』（2011年11月25日発売）
特典映像やメニューは存在せず、LD画質の四話分の映像がそのまま収録されている